# Trifun Pederzolli
Trifun Pederzolli (Trifone) (Kotor, 28. siječnja 1864. – Poreč, 21. travnja 1941.), katolički biskup

## Životopis
Talijan rođen u Kotoru.:768 Za svećenika je bio zaređen 28. studenoga 1886. godine. 
Svećenik u Splitsko-makarskoj nadbiskupiji.
Bio je počasni kanonika tršćanskog kaptola i župnik župe sv. Antuna u Trstu.:771 Kao župnik župe sv. Antuna u Trstu bio je 19. lipnja 1913. imenovan biskupom Porečko-pulske biskupije i posvećen 5. listopada 1913. te ustoličen u Poreču 6. studenoga 1913. i u Puli 8. prosinca 1913. Njegov su dolazak mjesni Hrvati i Talijani dočekali s različitim iščekivanjima. Hrvati su se nadali da "u istini i pravdi pasti povjereno mu stado". Talijani su bili zadovoljni da je novi duhovni pastir "Talijan po rođenju, odgoju i osjećajima". Kod Talijana su građanski liberali nastojali Crkvu maknuti s društvene pozornice. Bili su uvjereni se da će poštovati načelo odvojenosti Crkve od države. Pokazalo se poslije da nije iznevjerio hrvatska očekivanja. Prema Hrvatima bio je pravedan i bio je umjereniji prema
hrvatskim jezično-liturgijskim zahtjevima nego njegov prethodnik Ivan Krstitelj Flapp. Iako se držao podalje od politike, teška vremena nagnala su ga pokušati organizirati svećenički sastanak na kojem se trebalo dogovoriti politički angažman. Sastanak se trebao održati srpnja 1914. godine u Puli. Bilo je predviđeno da se na njemu zauzme stajalište prema prijedlogu liberala da zajednički s Kršćansko-socijalnom strankom nastupe na predstojećim izborima za Istarski sabor.:772
Biskupsku je službu obavljao za prvoga svjetskog rata, kada se kod drugih biskupa zauzimao za dio stanovnika južne Istre koji je bio prisilno iseljen. Organizirao je pastoralni i karitativni rad među izbjeglicama u Austriji, Slovačkoj, Mađarskoj i Češkoj. Kad su lipnja 1915. krenuli prvi vlakovi s evakuiranim pukom, mnogo je uložio napora za olakšati položaj svojih vjernika koji su morali napustiti svoj zavičaj. Organizirao je organizira priku-
pljanje pomoći i slanje svećenika u izbjegličke logore, koji bi pastvi pružili utjehu vjere, zauzeli se za poboljšanje uvjeta njihova svakidašnjeg života, intervenirati kod civilnih vlasti radi rješavanje problema vjernika smještenh po logorima, traženje pomoći od crkvenih dostojanstvenika, posebice onih na čijem su se području nalazile evakuirane osobe, te posjeti raznim izbjegličkim logorima. Osobno je posjetio te logore. Namjesništvu Primorja u Postojni pisao je da što prije isposluje dozvole svećenicima Porečko-pulske biskupije za slobodan ulaz i besplatan prijevoz željeznicama do mjesta gdje se nalaze evakuirci. Župnicima evakuiranih župa uputio je pastirsko pismo, a zatim je i posjetio evakuirane župe (pastoralna vizitacija). Polovicom lipnja 1915. svećenstvu svoje biskupije uputio je okružnicu u kojoj nastoji prikazati tešku situaciju evakuiraca te je svećenike pozvao po crkvama hitno organizirati skupljanje novčane pomoći za potrebe tih ljudi.:772
Podupirao je politiku Austrije i njene ratne ciljeve.:775  U poslanicama je govorio kao i drugi austrijski biskupi, rekavši da su Austriji neprijatelji objavili rat s ciljem da ju unište.:772 Usprkos turbulentnim vremenima, ne može se reći da se miješao u politiku. Bio je umjereno konvencionalan, zbog čega ga kao Talijana iredentisti nisu napadali.:775 I u doba fašizma u Istri trudio se održati dobre odnose svećenstva s pukom. Nije zabranjivao uporabu hrvatskog jezika u crkvama, ali ju nije ni otvoreno zagovarao niti je izravno branio nacionalna prava svojih slavenskih vjernika. To mu je osiguralo dugotrajan i miran boravak na katedri sv. Maura u Poreču.:775 Zajedno s tršćanskim biskupom Alojzijem Fogarom i tadašnjim riječkim biskupom Antunom Santinom nastojao je održati ravnotežu između crkvenih pastoralnih potreba i političkog oportunizma.
| Titule u Katoličkoj Crkvi       | Titule u Katoličkoj Crkvi           | Titule u Katoličkoj Crkvi                       |
| ------------------------------- | ----------------------------------- | ----------------------------------------------- |
| prethodnik Ivan Krstitelj Flapp | porečko-pulski biskup 1913. – 1941. | nasljednik Raffaele Mario Radossi 1941. – 1947. |